# Appetite for Democracy 3D
"Appetite for Democracy 3D" é uma transmissão de concertos ao vivo lançado nos cinemas, transmitido e disponível em BD/DVD pela banda Guns N' Roses. Foi gravado no dia 21 de novembro de 2012, no The Joint, localizado no Hard Rock Casino em Las Vegas, durante a décima noite da residência da banda, como parte da turnê Appetite for Democracy. Essa turnê celebrou os vinte e cinco anos do álbum Appetite for Destruction e os quatro anos de Chinese Democracy. Esse é o primeiro lançamento de um DVD ao vivo da banda desde Use Your Illusion I e Use Your Illusion II, em 1992. O show foi totalmente filmado em 3D e produzido por Barry Summers da Rock Fuel Media. A arte da capa apresenta parte da capa original, banida, do álbum Appetite for Destruction. O álbum foi oficialmente anunciado em 29 de maio de 2014.
O DVD vendeu 4.800 cópias nos Estados Unidos na primeira semana. Ele estreou em primeiro lugar na parada de vendas de vídeos musicais da Billboard, com 6.400 cópias vendidas nas duas primeiras semanas. Além disso, ganhou o prêmio de Melhor Filme Musical em 3D no International 3D & Advanced Imaging Society Awards de 2015.
Vídeos da banda tocando "Chinese Democracy", "November Rain", "Sweet Child O' Mine", "You Could Be Mine" e "Welcome to the Jungle" foram lançados no canal Vevo da banda como material promocional.

## Recepção
O site Antimusic deu ao DVD 5 de 5 estrelas, afirmando que "a combinação de excelente musicalidade, presença de palco hipnotizante de rock 'n' roll e trabalho cinematográfico superior fazem com que este show praticamente pule direto no seu colo". Em uma crítica negativa, This Is Not A Scene declarou: "Guns N' Roses já foram apelidados de 'a banda mais perigosa do mundo'; troque a palavra 'perigosa' por 'hilária' ou 'embaraçosa' e isso resume bem o que eles representam neste pacote. Um desastre total." Alex Klug, do Metal.de, deu à obra uma nota 7 de 10.

## Formatos
- DVD padrão — apresentação completa e entrevistas bônus.
- Blu-ray 3D padrão — 3D e 2D em 1 disco. Formato de imagem: 1080P, formato de som: 5.1 canais DTS-HD Master Audio.
- Digital — conteúdo completo disponível para download digital e via aplicativo móvel.
- Edição Deluxe — Blu-ray 3D 5.1 / 2CD / pacote de camiseta[8]

## Lista de músicas
Tanto a versão em vídeo (DVD/Blu-ray) quanto o CD contêm 25 faixas. O disco 1 do CD inclui as faixas de 1 a 13, e o disco 2 contém as faixas de 14 a 25.
| N.º | Título                                                | Original Album                                | Duração |  |
| 1.  | "Chinese Democracy"                                   | Chinese Democracy                             | 3:34    |  |
| 2.  | "Welcome to the Jungle"                               | Appetite for Destruction                      | 5:20    |  |
| 3.  | "It's So Easy"                                        | Appetite for Destruction                      | 3:15    |  |
| 4.  | "Mr. Brownstone"                                      | Appetite for Destruction                      | 4:32    |  |
| 5.  | "Estranged"                                           | Use Your Illusion II                          | 9:04    |  |
| 6.  | "Rocket Queen"                                        | Appetite for Destruction                      | 7:14    |  |
| 7.  | "Live and Let Die" (Paul McCartney & Wings cover)     | Use Your Illusion I                           | 3:06    |  |
| 8.  | "This I Love"                                         | Chinese Democracy                             | 5:26    |  |
| 9.  | "Better"                                              | Chinese Democracy                             | 5:08    |  |
| 10. | "Motivation"                                          | Village Gorilla Head (álbum de Tommy Stinson) | 3:15    |  |
| 11. | "Catcher in the Rye"                                  | Chinese Democracy                             | 5:54    |  |
| 12. | "Street of Dreams"                                    | Chinese Democracy                             | 4:49    |  |
| 13. | "You Could Be Mine"                                   | Use Your Illusion II                          | 6:45    |  |
| 14. | "Sweet Child o' Mine"                                 | Appetite for Destruction                      | 5:38    |  |
| 15. | "Another Brick in the Wall Part 2" (Pink Floyd cover) |                                               | 2:08    |  |
| 16. | "November Rain"                                       | Use Your Illusion I                           | 8:40    |  |
| 17. | "Objectify"                                           | Abnormal (álbum de Bumblefoot)                | 3:36    |  |
| 18. | "Don't Cry"                                           | Use Your Illusion I                           | 5:41    |  |
| 19. | "Civil War"                                           | Use Your Illusion II                          | 7:23    |  |
| 20. | "The Seeker" (The Who cover)                          |                                               | 4:20    |  |
| 21. | "Knockin' on Heaven's Door" (Bob Dylan cover)         | Use Your Illusion II                          | 12:30   |  |
| 22. | "Nightrain"                                           | Appetite for Destruction                      | 5:40    |  |
| 23. | "Used to Love Her"                                    | G N' R Lies                                   | 3:08    |  |
| 24. | "Patience"                                            | G N' R Lies                                   | 6:31    |  |
| 25. | "Paradise City"                                       | Appetite for Destruction                      | 7:47    |  |

## Créditos
Os créditos foram adaptados das notas da capa do DVD.

### Guns N' Roses
- W. Axl Rose – vocal principal, piano em "Another Brick in the Wall Part 2" e "November Rain", assobio em "Patience", apito em "Paradise City" e "Nightrain"
- Dizzy Reed – teclados, piano em "Estranged", "This I Love", "Catcher in the Rye", "Street of Dreams" e "Nightrain", percussão em "Welcome to The Jungle", "Mr. Brownstone", "Rocket Queen" e "You Could Be Mine" e backing vocals
- Tommy Stinson – baixo, backing vocals, vocal principal em "Motivation"
- DJ Ashba – guitarra solo, guitarra rítmica
- Ron "Bumblefoot" Thal – guitarra solo, guitarra rítmica, violão em "Used to Love Her" e "Patience", backing vocals, vocais principais em "Objectify"
- Richard Fortus – guitarra rítmica, guitarra solo, violão em "Patience", slide guitar em "Rocket Queen", backing vocals
- Chris Pitman – teclados, sintetizador, backing vocals, pandeiro em "Welcome to the Jungle" e "The Seeker"
- Frank Ferrer – bateria, pandeiro em "Don't Cry"

### Dançarinas
- Cassandra Sopher-Setili
- Angela Acosta
- Lisa Cannon
- Tara McClintic

### Aerialistas
- Alyssa McCraw
- Kelly Millaudon

### Pole-dancers
- Ashleigh Park
- Ashley Mace

## Desempenho
Dados da parada musical belga Ultratop.
| Parada musical (2014)                                    | Posição |
| -------------------------------------------------------- | ------- |
| Vendas de vídeos musicais nos Estados Unidos (Billboard) | 1       |
| DVD Músicas Francesas (SNEP)                             | 79      |
| DVD Músicas Austríacas (Ö3 Áustria)                      | 57      |
| DVD Músicas Belgas (Ultratop Valônia)                    | 191     |
| DVD Músicas Finlandesas (Suomen virallinen lista)        | 44      |
| DVD Músicas Espanhóis (PROMUSICAE)                       | 93      |